# Warocqué
Cette page explique l’histoire ou répertorie les différents membres de la famille Warocqué.
La famille Warocqué est une riche dynastie d'industriels (charbonnages) et d'hommes politiques originaires du Hainaut en Belgique. 

## Personnalités
Ses plus illustres représentants furent :
- Pierre Joseph Warocqué, époux de Marie Thérèse Duvivier.
  - Isidore Warocqué (1771-1848), banquier et industriel (charbon)[1], marié à la fille de Joseph-Maximilien Duvivier[2].
  - Nicolas Warocqué (1773 - 1838), homme d'affaires, bourgmestre de Morlanwelz[3].
    - Abel Warocqué (1805-1864), industriel (charbon), bourgmestre de Morlanwelz[4], époux d'Henriette Marischal.
      - Léon Warocqué (1831-1868), bourgmestre de Morlanwelz.
      - Arthur Warocqué (1835–1880), député.
        - Raoul Warocqué (1870–1917), député.
        - Georges Warocqué (1860-1899), député.

Raoul Warocqué, mort célibataire et sans descendance, fut le dernier membre de cette dynastie industrielle.

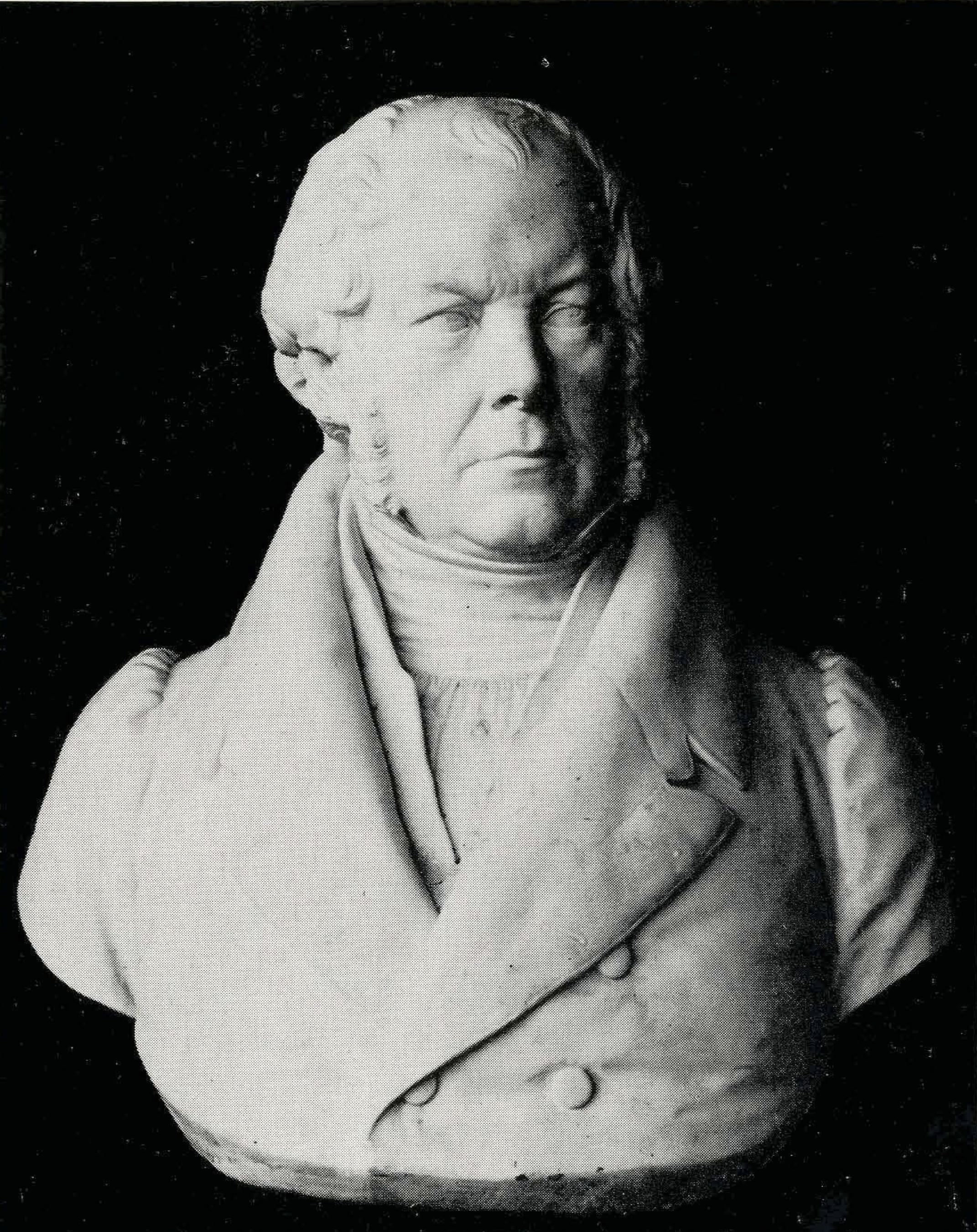
Nicolas Warocqué.
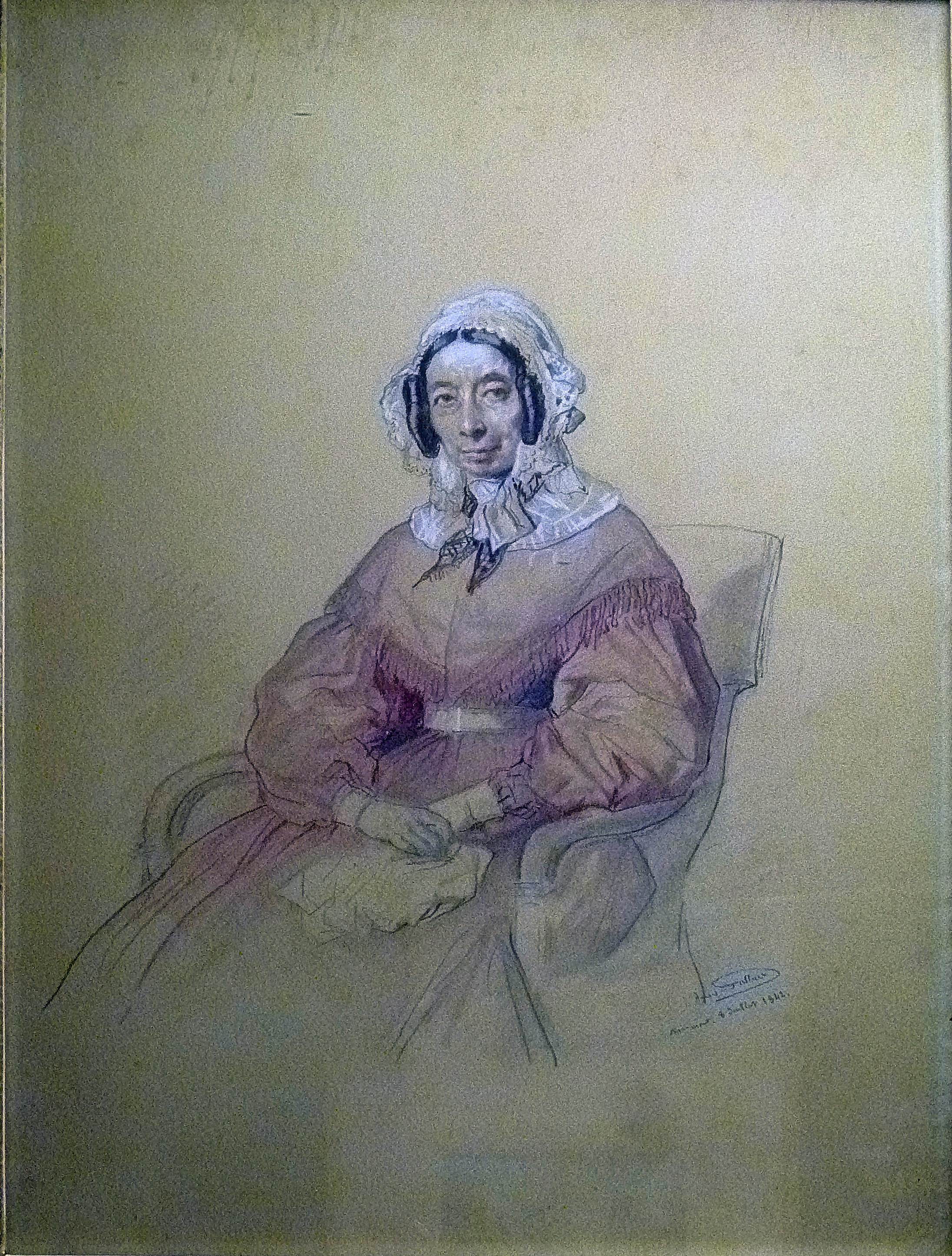
Mme Nicolas Warocqué, née Cécile Desvignes.
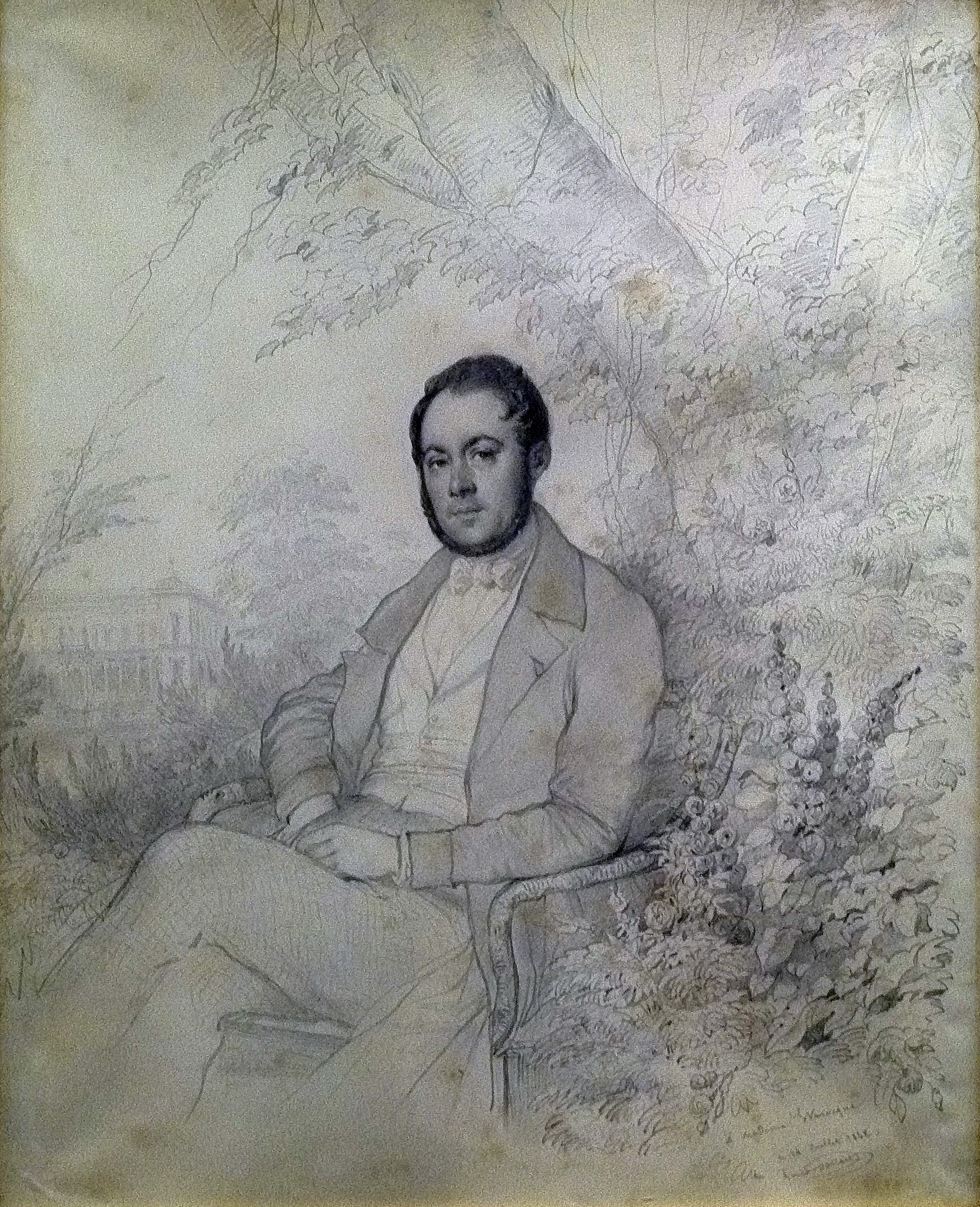
Abel Warocqué, par Louis Gallait (1842).
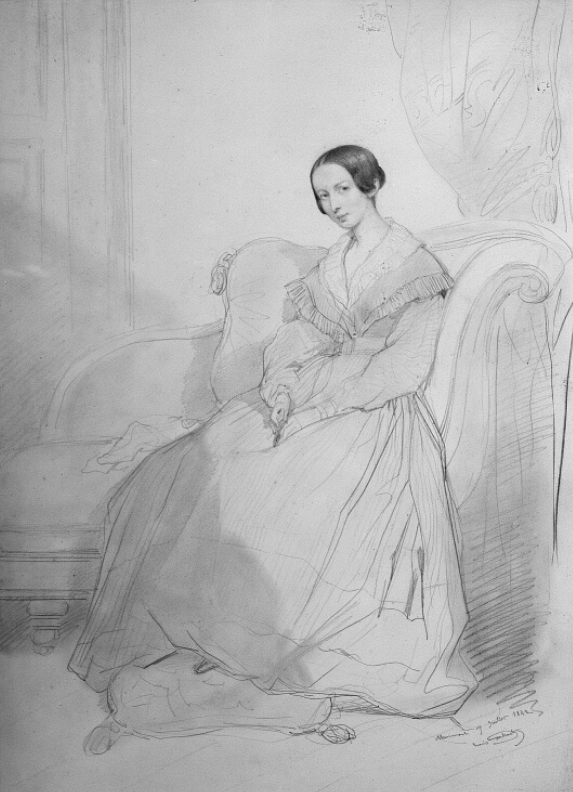
Mme Abel Warocqué, née Henriette Marischal.
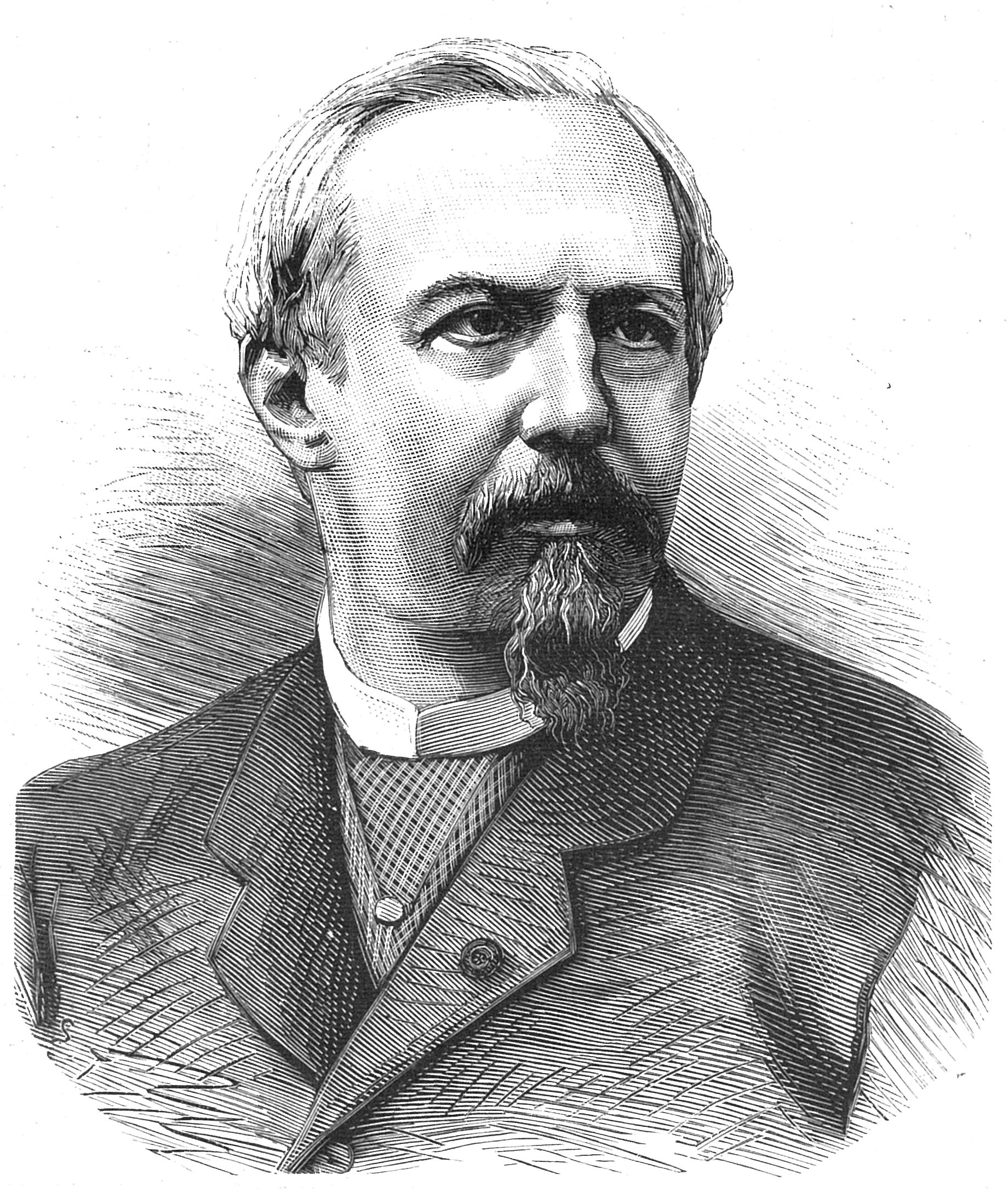
Arthur Warocqué.
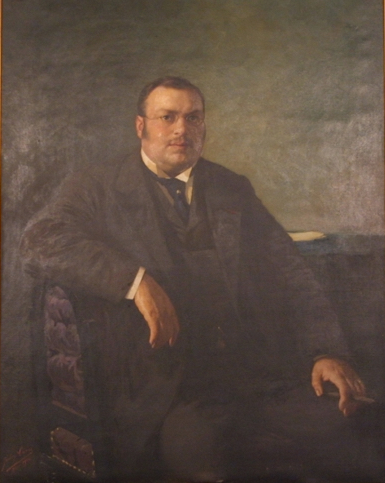
Raoul Warocqué.

## Autres
- Faculté Warocqué d'économie et de gestion de l'Université de Mons, fondée à l'initiative de Raoul Warocqué en 1899.

## Sources
- Darquenne Roger. "La fondation d'une dynastie de maîtres-charbonniers : les Warocqué". In: Revue d’histoire moderne et contemporaine, tome 17 N°3, Juillet-septembre 1970. La France à l'époque napoléonienne. pp. 596-609.
- Maurice Van den Eynde, Les Warocqué : Une dynastie de maîtres charbonniers, éditions Labor, Bruxelles, 1984
- "Warocqué (famille)", Biographie nationale de Belgique, volume 27, Académie royale de Belgique